# تشاد جونز (لاعب كرة قدم أسترالية)
تشاد جونز (بالإنجليزية: Chad Jones)‏ هو لاعب كرة قدم أسترالية أسترالي، ولد في 15 يونيو 1984 في برث في أستراليا.

## وصلات خارجية
- تشاد جونز على موقع AustralianFootball.com (الإنجليزية)
- تشاد جونز على موقع AFLtables.com (الإنجليزية)